# Partido Unidad Social Cristiana
El Partido Unidad Social Cristiana (PUSC) es un partido político costarricense que se sitúa en la derecha del espectro político. Es uno de los dos partidos tradicionales del país, y es el heredero de la tradición política caudillista conocida como calderonismo, que data de los años cuarenta, y que surge en torno a la figura de Rafael Ángel Calderón Guardia.
En sus orígenes el partido se inspiraba en el humanismo y en los principios socialcristianos y del estado social de derecho, aunque en décadas recientes ha dado un giro a la derecha.
Es el sucesor de la llamada Coalición Unidad, una coalición política establecida en 1976, y conformada por 4 partidos con tendencias democristianas, conservadoras, calderonistas, liberales, exliberacionistas disidentes e incluso socialistas democráticas opositores al Partido Liberación Nacional: el Partido Renovación Democrática, el Partido Unión Popular, el Partido Republicano Calderonista y el Partido Demócrata Cristiano. Estos partidos políticos se fusionarían posteriormente, el 17 de diciembre de 1983, conformando el actual Partido Unidad Social Cristiana, y participando por primera vez como partido y no coalición para las elecciones presidenciales de 1986 con el candidato Rafael Ángel Calderón Fournier, hijo del principal expositor de la tendencia del calderonismo, Rafael Ángel Calderón Guardia. El partido se colocaría como uno de los dos representantes del bipartidismo en el país, alternándose en el poder con el Partido Liberación Nacional hasta el quebranto de este a inicios del siglo XXI, cuando otros partidos políticos tomarían papeles más significativos.
El partido ha logrado gobernar Costa Rica en tres ocasiones, cuatro tomándose en cuenta a la coalición, siendo su administración más reciente la de Abel Pacheco de la Espriella, electo como el 44° presidente mediante las elecciones presidenciales de 2002, en una segunda ronda electoral. En la elección presidencial más reciente, la de 2018, el partido, mediante la candidatura de Rodolfo Piza Rocafort, obtiene el cuarto puesto, sumándose a una serie de elecciones donde su respaldo electoral se reduciría considerablemente. Actualmente, tras las elecciones legislativas de 2022 y las elecciones municipales de 2020, el partido cuenta con 9 escaños en la Asamblea Legislativa. Además, cuenta con alcaldes en 19 cantones del país, así como 95 regidurías en los Concejos Municipales.
El partido es además miembro de la Organización Demócrata Cristiana de América, y cuenta con una organización juvenil, la Juventud Socialcristiana. Varios de sus miembros formaron parte del gabinete presidencial de Carlos Alvarado Quesada, presidente de Costa Rica del período 2018-2022.

## Historia

### Antecedentes
El Partido Unidad Social Cristiana desciende de la herencia del calderonismo, derivada del Partido Republicano Nacional, que gobernó por varios períodos consecutivos hasta que fue derrocado en la guerra civil de 1948 y que se había aliado al comunista Partido Vanguardia Popular. En 1978, para las elecciones de ese año, se eligió como presidente a Rodrigo Carazo Odio bajo la bandera de una coalición de partidos llamada Coalición Unidad, conformada por el Partido Republicano Calderonista, Partido Demócrata Cristiano de Costa Rica, Partido Renovación Democrática y Partido Unión Popular.
Pero, para 1981, cuando inician las luchas para la elección del candidato para las elecciones de 1982, surgen los problemas entre el precandidato Rafael Ángel Calderón Fournier, del Partido Republicano Calderonista, y Rodolfo Méndez Mata, mayormente representado por el Partido Renovación Democrática. Poco después, y también con el apoyo del Partido Renovación Democrática, el Lic. Rodrigo Madrigal Nieto intentó registrar su candidatura. En estas circunstancias de lucha de tendencias, los partidos Republicano Calderonista, Unión Popular y Demócrata Cristiano decidieron ir solos a la elección y cambiaron la bandera de la coalición por otra con los colores rojo y azul. Finalmente, a fines de agosto de 1981 Renovación regresa a la alianza y la Coalición Unidad, con su nueva cédula jurídica, puede participar en la contienda electoral prevista para el 7 de febrero de 1982. Las condiciones de la campaña no fueron nada favorables debido a que el partido tuvo que cargar con la impopularidad del gobierno de Carazo. Sabiendo que no tiene posibilidades de ganar, Calderón Fournier hace campaña sin descanso, ya que su objetivo principal es salvar la coalición y el futuro partido. Los resultados lo apoyan y obtiene el 34% de los votos. Viendo las circunstancias, eso fue un triunfo para el partido.

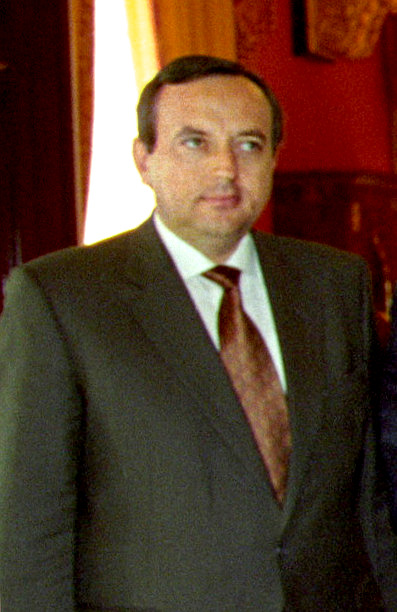
Rafael Ángel Calderón Fournier, hijo del representante del calderonismo, Rafael Ángel Calderón Guardia, fue el primer candidato del partido, esto para las elecciones de 1986.

### Partido
En abril de 1983, bajo el auspicio y mediación de la Fundación Konrad Adenauer y de la Internacional Demócrata Cristiana, el Directorio Político de la coalición adoptó un calendario y enseguida se acordó que el Partido Unión Popular serviría de receptor de los otros tres, cambiando su nombre por el de Partido Unidad Social Cristiana. Las Asambleas Nacionales de cada partido participante de dicha coalición debían de acordar, previamente, su disolución para dar enseguida paso a la fusión. Legalmente esto implicaba que mientras existiera el nuevo partido no podrían volver a inscribirse ninguno de los partidos fusionados. El 17 de diciembre de 1983, en la última sesión de las Asambleas Nacionales de los partidos que formaban la Coalición Unidad, acordaron disolverse y fusionarse en uno. En 1984, inician los pasos para la elección del candidato para las elecciones de 1986. Se inscribiría como precandidato Óscar Aguilar Bulgarelli, no obstante, al principio de iniciada la campaña, Bulgarelli decide retirarse por las presiones y trabas impuestas por la dirigencia que claramente seguía las órdenes de Calderón Fournier. Al quedar solo un precandidato, la convención se suspende, y el 2 de diciembre de 1984, Rafael Ángel Calderón Fournier fue elegido como candidato presidencial.
El 2 de febrero de 1986, el resultado electoral favoreció al oponente del Partido Liberación Nacional, Óscar Arias Sánchez, por una diferencia de 6.5%, sin embargo, el PUSC logró elegir 25 diputados mientras que su candidato presidencial había recibido el 45.8% de los votos válidos. A este punto, y con los resultados de las elecciones de ese año, se pudo comprobar que tras tantos años de hegemonía liberacionista, se había llegado un sistema político de elección bipartidista.

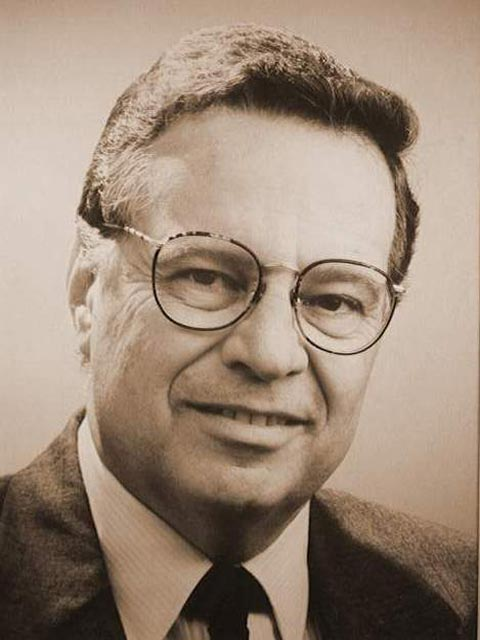
Después de varios intentos, Miguel Ángel Rodríguez Echeverría logró alcanzar la candidatura presidencial para las elecciones de 1994. Sin embargo, no gana la elección. Vuelve a escogerse como candidato para las elecciones de 1998, donde obtiene finalmente obtiene la victoria.

En 1987, se iniciaron los trabajos para una nueva participación en las elecciones, esta vez con más experiencia. El Dr. Miguel Ángel Rodríguez inicio con su carrera política como precandidato, al igual que el Lic. Germán Serrano Pinto. Debido a las derrotas sufridas en las elecciones anteriores, en 1982 y 1986, Calderón Fournier se había retirado de una eventual precandidatura, y apoyaba a Rodríguez. Sin embargo, las bases siguieron esperando una nueva candidatura de Calderón. Las encuestas así empiezan a mostrarlo: Rodríguez y Serrano tenían apenas un porcentaje de adhesión de 16 o 17%. En diciembre de 1987, Germán Serrano decide retirar su candidatura y busca un acuerdo con Rodríguez. Mientras tanto, se habían producido choques entre Rodríguez y Calderón por la lista de candidatos a diputados, lo cual causa que muchos dirigentes comiencen a manifestarse a favor de la candidatura de Calderón. Poco después se genera un movimiento, que parte sobre todo de los diputados del PUSC, para solicitarle formalmente a Rafael Ángel Calderón Fournier que vuelva a ser candidato a la presidencia. Después de dos periodos consecutivos del PLN en el poder, y demostrada la fuerza del PUSC en las elecciones de 1986, las perspectivas para ganar las elecciones en 1990 eran muy favorables. Bajo estas circunstancias, y bajo el apoyo de los diputados del partido, Rafael Ángel Calderón anuncia su candidatura. Rodríguez decide seguir en la lucha. Como era de esperar, Rafael Ángel Calderón Fournier ganó la candidatura por un 75% de los votos emitidos en la Convención Nacional Socialcristiana de 1989.
En las elecciones del 4 de febrero de 1990, Calderón fue elegido presidente con el 51% de los votos sobre su oponente liberacionista Carlos Manuel Castillo. En esta elección también se lograron elegir 29 diputados. Se alcanzó no solo la presidencia sino también la mayoría en la Asamblea Legislativa y una victoria en las siete provincias del país. El triunfo de 1990 confirmaba el avance, ya vislumbrado en 1986, hacia un sistema bipartidista. Así, consolidado el partido en los 90, para las elecciones de 1994 Miguel Ángel Rodríguez se lanza como candidato presidencial, las que pierde por un escaso margen de 1.8%. Sin embargo, gana en las elecciones celebradas el 1 de febrero de 1998. Rodríguez comenzó a tener una baja popularidad debido a su asociación con las ideas neoliberales, que se desataron en huelgas contra la forma de gobierno en ese entonces. Surge la figura del Dr. Abel Pacheco, quien con el carisma que había ganado durante varios años en la televisión del país, y debido a su posición como diputado de la Asamblea Legislativa de Costa Rica, se le nombra candidato presidencial para las elecciones del 2002, la cual gana con la ayuda de una segunda ronda, hecho inédito en el país.

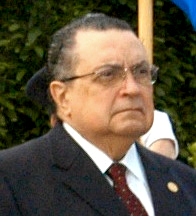
Abel Pacheco de la Espriella le otorgó al partido su tercer gobierno, y primero consecutivo, esto además mediante una segunda ronda electoral, la primera en la historia del país.

El partido se vio sacudido por escándalos de corrupción durante 2004 y 2005, cuando altos funcionarios del partido, y dos expresidentes; Rafael Ángel Calderón Fournier y Miguel Ángel Rodríguez, se vieron envueltos bajo una investigación judicial en un caso de presunto enriquecimiento ilícito conocido como Caso Caja-Fischel, muy similar al Caso ICE-Alcatel que involucró a altos dirigentes del PLN y a su expresidente José María Figueres. Mientras que el Tribunal de Ética socialcristiano expulsó a Rodríguez, Calderón se retira por cuenta propia durante un tiempo. Ambos fueron enviados a prisión preventiva y liberados después. El caso de Rodríguez fue quizás el más dramático pues había sido elegido Secretario general de la OEA en el momento de su acusación, por lo cual renunció.
De los 19 diputados electos en el 2002, se separa la diputada Gloria Valerín Rodríguez, quien se adhiere al izquierdista Unión Patriótica y posteriormente al Partido Acción Ciudadana. Para las elecciones del 2006, se presenta un candidato, salido de las corrientes del abelismo, el diputado Ricardo Toledo Carranza, sin embargo, el partido perdió la amplia fortaleza que le costó ganar en los noventa debido a estos escándalos por parte de su líder fundador. Toledo obtuvo un 5% de votos presidenciales y sólo consiguió 5 diputados, lo cual es considerado un terrible fracaso para los resultados que, hasta entonces, había demostrado el partido. Obtuvo 11 alcaldes en las elecciones municipales del 2006, lo cual fue descrito por la prensa como también un rotundo fracaso, esto porque en las elecciones municipales anteriores, el partido obtuvo una gran mayoría de 48 alcaldías, de un total de 81 municipios.
En el 2007, el Comité Ejecutivo del PUSC solicitó a los expresidentes Calderón y Rodríguez regresar al partido. Mientras que Rodríguez declinó la solicitud, el expresidente Rafael Ángel Calderón Fournier hizo pública su aspiración a ser candidato presidencial del PUSC en el 2010.
Nuevamente, en diciembre del 2007, el partido se ve envuelto en un escándalo de corrupción, cuando la Fiscalía General de la República arresta al expresidente del Instituto Nacional de Seguros, el socialcristiano Cristóbal Zawadsky, y convoca a declarar al expresidente Miguel Ángel Rodríguez por aparente malversación de fondos.
En el 2009, el expresidente Calderón Fournier se inscribió formalmente para ser el candidato presidencial del partido para las elecciones del 2010 sin tener ningún rival, pero fue condenado por corrupción y peculado a 5 años de prisión el 5 de octubre del 2009. Fue sustituido como candidato por Luis Fishman Zonzinski, expresidente del partido, quien obtuvo 3.9% de los votos en las elecciones presidenciales del 2010.

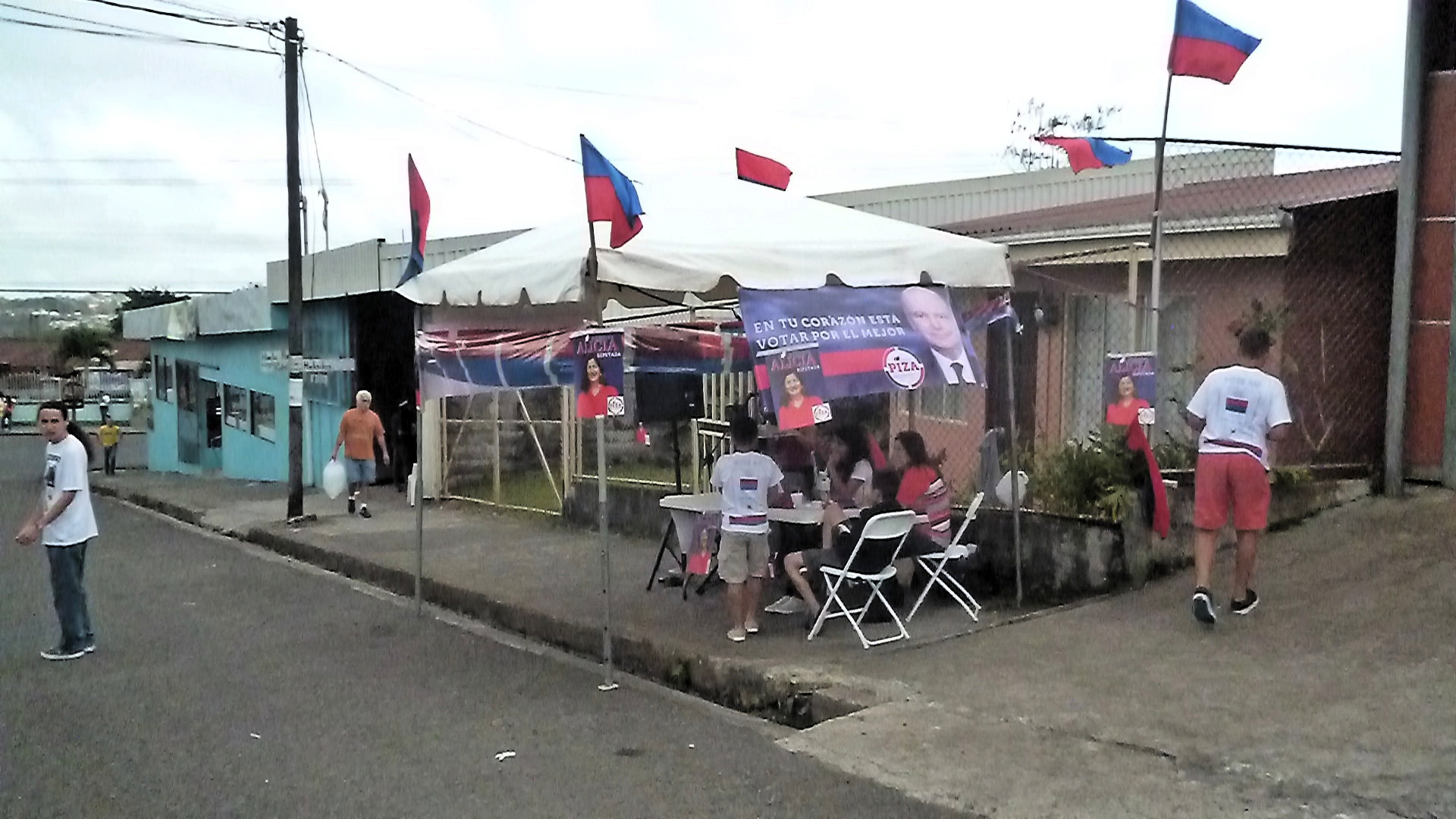
Simpatizantes del PUSC durante las elecciones.

Durante el año 2013, se realizó una precampaña entre dos precandidatos formalmente inscritos; el médico Rodolfo Hernández Gómez, quien fue postulado por el calderonismo, y el abogado Rodolfo Piza Rocafort, quien proviene del ala liberal. Las dos tendencias, aglutinadas en las denominaciones Convergencia Calderonista y Renacer Socialcristiano, respectivamente, compitieron por los cargos en la estructura durante las elecciones distritales, así como en las primarias, ganando Hernández la candidatura para el 2014. Posteriormente renunciaría y la candidatura fue depositada en Piza. Piza sería el quinto candidato más votado, aunque obteniendo más votos que las elecciones anteriores (6%), y el PUSC aumentaría en su número de diputados a ocho, convirtiéndose en la cuarta mayor bancada parlamentaria. Durante las elecciones municipales de 2016, fue el partido que más aumentó su número de alcaldes, obteniendo 14 alcaldías.
Para las elecciones presidenciales de 2018, el partido postula por segunda vez a Rodolfo Piza tras vencer, en la convención de 2017, al entonces diputado y expresidente de la Liga Deportiva Alajuelense, Rafael Ortiz Fábrega. Rodolfo Piza quedaría en cuarto lugar con el 16% de los votos y su bancada legislativa aumentaría de 8 a 9 diputados, siendo en este momento la tercera bancada con más diputados considerando la ruptura que hubo en el Partido Restauración Nacional. Piza ejercería durante casi un año como ministro de la Presidencia en la administración Alvarado Quesada, así como distintos integrantes del PUSC se incorporarían al gobierno, sin embargo, desde la Asamblea Legislativa la posición del PUSC sería ambivalente en algunos casos posicionándose como oposición y en otros apoyando propuestas del gobierno. Para las elecciones municipales de 2020, el partido aumenta en su número de alcaldes, pero reduce su cantidad de regidores y síndicos. En 2020, el diputado Pedro Muñoz Fonseca, anunciaría una propuesta de una coalición derechista de cara a las elecciones presidenciales de 2022. La misma fue apoyada por el expresidente Rodríguez, pero fue rechazada por la Asamblea Nacional del partido. Tras la Convención Nacional Socialcristiana de 2021 la exvicepresidenta Lineth Saborío Chaverri resultaría vencedora convirtiéndose en la primera mujer candidata del partido.

## Tendencias

### Históricas

#### Liberalismo
Dentro del PUSC se gestó un importante círculo de pensadores liberales, más partidarios de los derechos individuales y del liberalismo económico que de la democracia cristiana. Figuras de este círculo fueron Otto Guevara Guth que luego fundaría el Movimiento Libertario junto con otros ex socialcristianos, y el ministro Telmo Vargas, líder de la Asociación Nacional de Fomento Económico que en el 2006 también se pasaría a las filas libertarias. El expresidente Miguel Ángel Rodríguez era simpatizante de esta tendencia y es considerado uno de los presidentes más liberales de Costa Rica.

#### Pachequismo
El pachequismo fue la tendencia que giró en torno a Abel Pacheco y que lo apoyó para candidato presidencial. Esta tendencia se enfrentó al caudillo Rafael Ángel Calderón Fournier quien apoyaba ampliamente al precandidato Rodolfo Méndez Mata. Pacheco fue acusado de populista por su imagen dicharachera y anecdotista. A la tendencia de Pacheco se sumaron el candidato a vicepresidente Luis Fishman -anterior presidente del Partido-, y Ricardo Toledo Carranza, diputado para la legislatura 2002-2006, ministro de la presidencia y candidato del PUSC en el 2006 aunque actualmente se retiró del PUSC e intentó fallidamente unirse al Movimiento Libertario.

#### Izquierda socialcristiana
Más a la izquierda se ubicaron sectores socialcristianos opuestos a las políticas públicas de control del gasto y con posiciones muy izquierdistas. Si bien el expresidente Rodrigo Carazo estuvo vinculado al PUSC un tiempo, y fue famoso por sus posiciones izquierdistas como su apoyo a los sandinistas durante la guerra centroamericana, otras figuras destacaron luego como parte de la denominada izquierda socialcristiana, entre ellas el exdiputado José Hine García, el exvicepresidente y expresidente de la Caja Costarricense del Seguro Social, Germán Serrano Pinto y los exdiputados Gloria Valerín y Óscar Aguilar Bulgarelli opositores al TLC (ambos retirados del partido).

#### Calderonismo
Tendencia que gira en torno a la tradición del calderonismo histórico fundado por Rafael Ángel Calderón Guardia y liderada por su hijo Rafael Ángel Calderón Fournier. Tuvo una influencia dominante dentro del partido, si bien no era indisputable como demostró la candidatura de Pacheco. Un sector importante de esta tendencia dejó el partido a partir de 2014 para hacer casa aparte.

## Relaciones internacionales
El Partido Unidad Social Cristiana es miembro de la Internacional Demócrata Cristiana, siendo activo participante de su variante regional americana la Organización Demócrata Cristiana de América (ODCA) en la cual, el presidente del partido, tuvo una de las vicepresidencias de la ODCA.

## Resultados Electorales

### Elecciones presidenciales
|  | 45.8 % |

|  | 51.5 % |

|  | 47.7 % |

|  | 46.9 % |

|  | 38.6 % |

|  | 58.0 % |

|  | 3.7 % |

|  | 3.9 % |

|  | 6.0 % |

|  | 16.0 % |

|  | 12.4 % |

### Elecciones legislativas
|  | 29.1 % |

|  | 46.2 % |

|  | 40.4 % |

|  | 41.2 % |

|  | 29.8 % |

|  | 7.8 % |

|  | 8.2 % |

|  | 10.0 % |

|  | 14.6 % |

|  | 11.4 % |

### Elecciones municipales
| Año  | Alcaldías |
| ---- | --------- |
| 2002 | 48/81     |
| 2006 | 11/81     |
| 2010 | 9/81      |
| 2016 | 14/81     |
| 2020 | 16/82     |
| 2024 | 20/84     |

## Líderes

### Presidentes de la República
| Nombre (Nacimiento-muerte) | Nombre (Nacimiento-muerte)                | Imagen | Período en el cargo | Período en el cargo |
| Nombre (Nacimiento-muerte) | Nombre (Nacimiento-muerte)                | Imagen | Inicio              | Final               |
| -------------------------- | ----------------------------------------- | ------ | ------------------- | ------------------- |
|                            | Rafael Ángel Calderón Fournier (1949-)    |        | 8 de mayo de 1990   | 8 de mayo de 1994   |
|                            | Miguel Ángel Rodríguez Echeverría (1940-) |        | 8 de mayo de 1998   | 8 de mayo de 2002   |
|                            | Abel Pacheco de la Espriella (1933-)      |        | 8 de mayo de 2002   | 8 de mayo de 2006   |

### Presidentes del Comité Ejecutivo
| - Luis Manuel Chacón Jiménez (2000-2001) - Rina Contreras López (2001-2002) - Lorena Vásquez Badilla (2002-2006) - Luis Fishman Zonzinski (2006-2010) - Gerardo Vargas Rojas (2010-2014) - Pedro Muñoz Fonseca (2014-2018) - Randall Quirós Bustamante (2018-2022) - Juan Carlos Hidalgo Bogantes (2022-2025) - Mario Loría Barrantes (2025-) |

### Secretarios generales del Comité Ejecutivo
| - Roberto Tovar Faja (1983-1987) - Danilo Chaverri Soto (1990-1995) - Lorena Vásquez Badilla (1996-1999) - Carlos Palma Rodríguez (1999-2002) - Jorge Sánchez Sibaja (2002-2006) - Xinia Carvajal Salazar (2006-2008) - Juan Ignacio Mata Centeno (2008-2010) | - William Alvarado Bogantes (2010-2014) - Rodolfo Piza Rocafort (2014-2017) - Pablo Heriberto Abarca Mora (2017-2018) - Rosibel Ramos Madrigal (2018-2022) - Raquel Carballo Arce (2022-2025) - Ana Cristina Valdelomar Estrada (2025-) |

## Diputados
| N.º | Provincia  | Nombre                        |
| --- | ---------- | ----------------------------- |
| 1   | San José   | Carlos Felipe García Molina   |
| 2   | San José   | Vanessa de Paul Castro Mora   |
| 3   | Alajuela   | María Daniela Rojas Salas     |
| 4   | Alajuela   | Leslye Rubén Bojorges León    |
| 5   | Cartago    | Alejandro José Pacheco Castro |
| 6   | Heredia    | Horacio Alvarado Bogantes     |
| 7   | Guanacaste | Melina Ajoy Palma             |
| 8   | Puntarenas | Carlos Andrés Robles Obando   |
| 9   | Limón      | María Marta Carballo Arce     |

## Alcaldes
| Provincia  | Cantón        | Alcaldía                       |
| ---------- | ------------- | ------------------------------ |
| San José   | Dota          | Adrián Cordero Cordero         |
| San José   | Montes de Oca | Domingo Argüello García        |
| San José   | Pérez Zeledón | Emmanuel Ceciliano Alfaro      |
| San José   | Santa Ana     | Juan José Vargas Fallas        |
| San José   | Tarrazú       | Fernando Portuguez Parra       |
| Alajuela   | Guatuso       | Carlos Alberto Sequeira Orozco |
| Alajuela   | Poás          | Heibel Rodríguez Araya         |
| Alajuela   | Upala         | Aura López Obregón             |
| Heredia    | Belén         | Zeneida Chaves Fernández       |
| Heredia    | San Pablo     | Bernardo Porras López          |
| Guanacaste | Hojancha      | Veronica Campos Barrantes      |
| Guanacaste | Nandayure     | Teddy Zúñiga Sánchez           |
| Puntarenas | Esparza       | Bienvenido Venegas Porras      |
| Puntarenas | Golfito       | Freiner Lara Blanco            |
| Puntarenas | Puntarenas    | Randall Chavarría Matarrita    |
| Puntarenas | Quepos        | Patricia Bolaños Murillo       |
| Limón      | Talamanca     | Rugeli Morales Rodríguez       |
| Limón      | Matina        | Wálter Céspedes Salazar        |

## Intendentes
| Provincia  | Cantón     | Distrito | Intendente                 |
| ---------- | ---------- | -------- | -------------------------- |
| Puntarenas | Puntarenas | Cóbano   | Marianela Ocampo Gutierrez |